# Ferdinand Pautrot

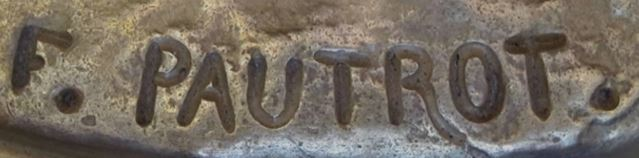
Eine Signatur von Ferdinand Pautrot

Ferdinand Pautrot (* 1832 in Poitiers; † 1874) war ein französischer Tierbildhauer.

## Leben
Zwischen 1861 und 1870 zeigte Pautrot auf dem Salon de Paris einzelne Tierskulpturen und Tiergruppen in meist dynamischen Szenen, die aus verschiedenen Materialien wie Gips oder Bronze gefertigt waren. Seine Entwürfe stellte er teilweise in den folgenden Jahren erneut aus, allerdings aus anderem Material oder in verschiedener Größe.

## Werke (Auswahl)
Arbeiten von Pautrot tragen Titel wie:
- Fasan gejagt von zwei Hunden, 1864
- Hund und Kaninchen am Kaninchenbau, 1865
- Hund, 1865
- Rebhühner und Wiesel, 1866
- Setter und Fuchs, 1866
- Schnepfe und Drosseln, 1867
- Pferd und Reh, 1868
- Silberfasan und Krickente, 1869
- Katze mit Jungem, 1870
- Chinesischer Fasan, 1870
- Watender Vogel mit Frosch, Bronze
- Fuchs, Bronze
- Rebhuhn mit Küken, Bronze
- Ende der Jagd, Bronze
- Sitzender Setter, Bronze
- Sitzender Vorstehhund, Bronze
- Kolibri, Bronze

Pautrots Hirsch ist im Bestand der Harvard Art Museums, sein Hahn mit Eidechse im Virginia Museum of Fine Arts, seine Fasanengruppe im Getreide mit Hahn, Huhn und drei Küken  im Phoebe A. Hearst Museum of Anthropology, sein Zaunkönig und sein Nektarvogel im Georgia Museum of Art der University of Georgia.